# Tomáš Jurčo
Tomáš Jurčo, född 28 december 1992, är en slovakisk professionell ishockeyforward som spelar för Vegas Golden Knights i NHL.
Han har tidigare spelat på NHL-nivå för Edmonton Oilers, Chicago Blackhawks och Detroit Red Wings och på lägre nivåer för Bakersfield Condors, Charlotte Checkers, Springfield Thunderbirds, Rockford IceHogs och Grand Rapids Griffins i AHL och Saint John Sea Dogs i LHJMQ.
Jurčo draftades i andra rundan i 2011 års draft av Detroit Red Wings som 35:e spelare totalt.

## Statistik
| 2009–2010    | Saint John Sea Dogs   | LHJMQ        | 64  | 26 | 25 | 51  | 24 | 21 | 7  | 10 | 17 | 8  |
| 2010–2011    | Saint John Sea Dogs   | LHJMQ        | 60  | 31 | 25 | 56  | 17 | 19 | 6  | 12 | 18 | 8  |
| 2011–2012    | Saint John Sea Dogs   | LHJMQ        | 48  | 30 | 38 | 68  | 37 | 16 | 13 | 16 | 29 | 12 |
| 2012–2013    | Grand Rapids Griffins | AHL          | 74  | 14 | 14 | 28  | 22 | 24 | 8  | 6  | 14 | 21 |
| 2013–2014    | Detroit Red Wings     | NHL          | 36  | 8  | 7  | 15  | 14 | 3  | 0  | 0  | 0  | 0  |
|              | Grand Rapids Griffins | AHL          | 32  | 13 | 19 | 32  | 14 | 8  | 5  | 2  | 7  | 11 |
| 2014–2015    | Detroit Red Wings     | NHL          | 63  | 3  | 15 | 18  | 14 | 7  | 1  | 1  | 2  | 2  |
| 2015–2016    | Detroit Red Wings     | NHL          | 44  | 4  | 2  | 6   | 16 | —  | —  | —  | —  | —  |
|              | Grand Rapids Griffins | AHL          | 5   | 5  | 4  | 9   | 4  | —  | —  | —  | —  | —  |
| 2016–2017    | Detroit Red Wings     | NHL          | 16  | 0  | 0  | 0   | 2  | —  | —  | —  | —  | —  |
|              | Grand Rapids Griffins | AHL          | 2   | 1  | 1  | 2   | 6  | —  | —  | —  | —  | —  |
| NHL totalt   | NHL totalt            | NHL totalt   | 159 | 15 | 24 | 39  | 46 | 10 | 1  | 1  | 2  | 2  |
| AHL totalt   | AHL totalt            | AHL totalt   | 113 | 33 | 38 | 71  | 46 | 32 | 13 | 8  | 21 | 32 |
| LHJMQ totalt | LHJMQ totalt          | LHJMQ totalt | 172 | 87 | 88 | 175 | 78 | 56 | 26 | 38 | 64 | 28 |